# Bradley Motorsports
Bradley Motorsports foi uma equipe norte-americana de automobilismo que disputou a Indy Racing League (IRL) entre 1996 e 2002.
Fundada por Brad Calkins, dono de uma rede de lojas de conveniência, disputou 67 corridas e conquistou apenas uma vitória, justamente na corrida de estreia da IRL, a Indy 200 at Walt Disney World de 1996, com Buzz Calkins, filho de Brad e piloto com mais corridas disputadas (53 no total).
Com a aposentadoria prematura de Buzz em 2001, o brasileiro Raul Boesel e o japonês Shigeaki Hattori disputaram o último campeonato da Bradley no ano seguinte, com um quinto lugar como melhor resultado. A equipe encerraria suas atividades ao final da temporada.

## Pilotos
- Buzz Calkins - O norte-americano foi o primeiro piloto campeão da IRL (título dividido com Scott Sharp) e o que mais disputou provas pela Bradley: 53 entre 1996 e 2001, ano de sua prematura aposentadoria, e detentor da única vitória do time, na etapa inicial da IRL. Exerceu a chefia da equipe no ano seguinte, quando a Bradley encerrou suas atividades.
- Shigeaki Hattori - Famoso por seus acidentes na temporada de 1999 da CART, Shigeaki Hattori disputou seis etapas da IRL em 2002, com o patrocínio da Epson. Seu melhor resultado foi um sexto lugar na corrida 1 do Texas.
- Raul Boesel - Em seu último ano nos EUA, Raul Boesel esteve presente em nove corridas pela Bradley, tendo um quinto lugar como melhor resultado.